# Lens (optica)
Een lens is een doorzichtig voorwerp – veelal van glas, maar ook wel van heldere kunststof – waarmee lichtbundels convergent dan wel divergent kunnen worden gemaakt. De meeste lenzen zijn zogenaamde sferische lenzen, dat wil zeggen lenzen met twee bolvormige oppervlakken. Daarnaast zijn er ook cilindrische, parabolische en andere lenzen, alsmede combinaties hiervan.

## Etymologie
Het woord lens werd reeds in de 16e eeuw gebruikt voor een gekromd glazen voorwerp voor het breken van lichtstralen. Het woord is destijds waarschijnlijk als neologisme gevormd naar het Latijnse lens (= linze), vanwege de vormgelijkenis. Ook het Frans en het Duits gebruiken hetzelfde woord in beide betekenissen (resp. lentille en Linse).

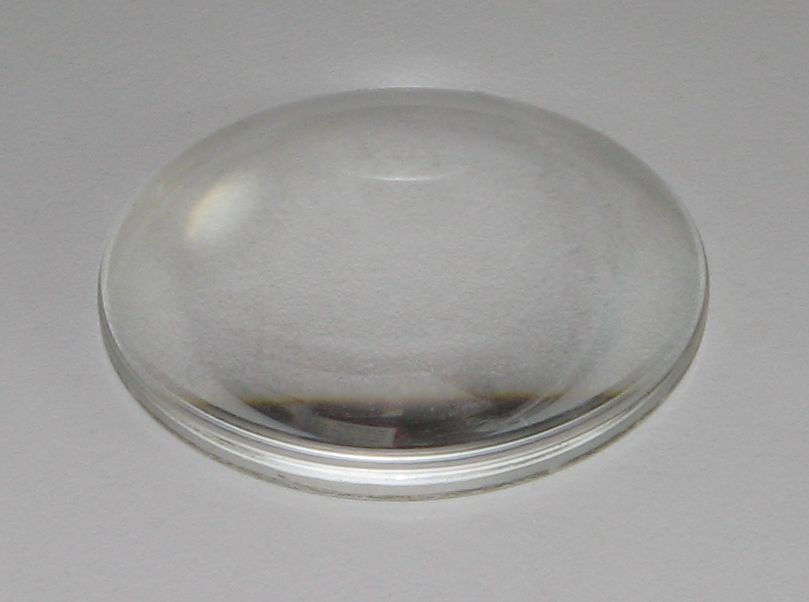
Een lens
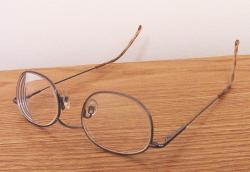
Brillenglazen zijn lenzen
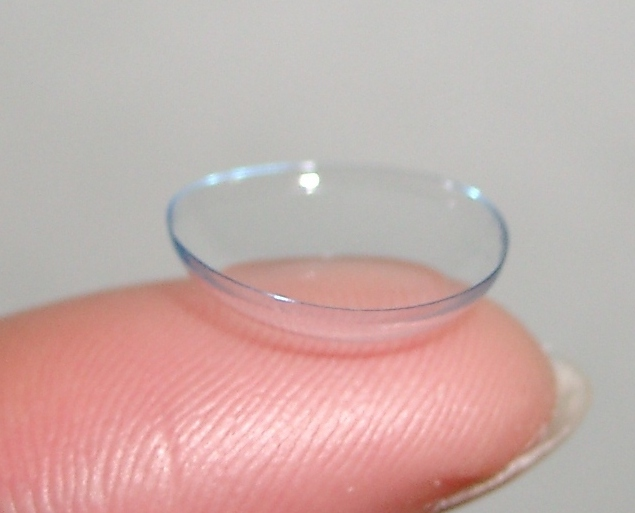
Een contactlens is een voorbeeld van een lens
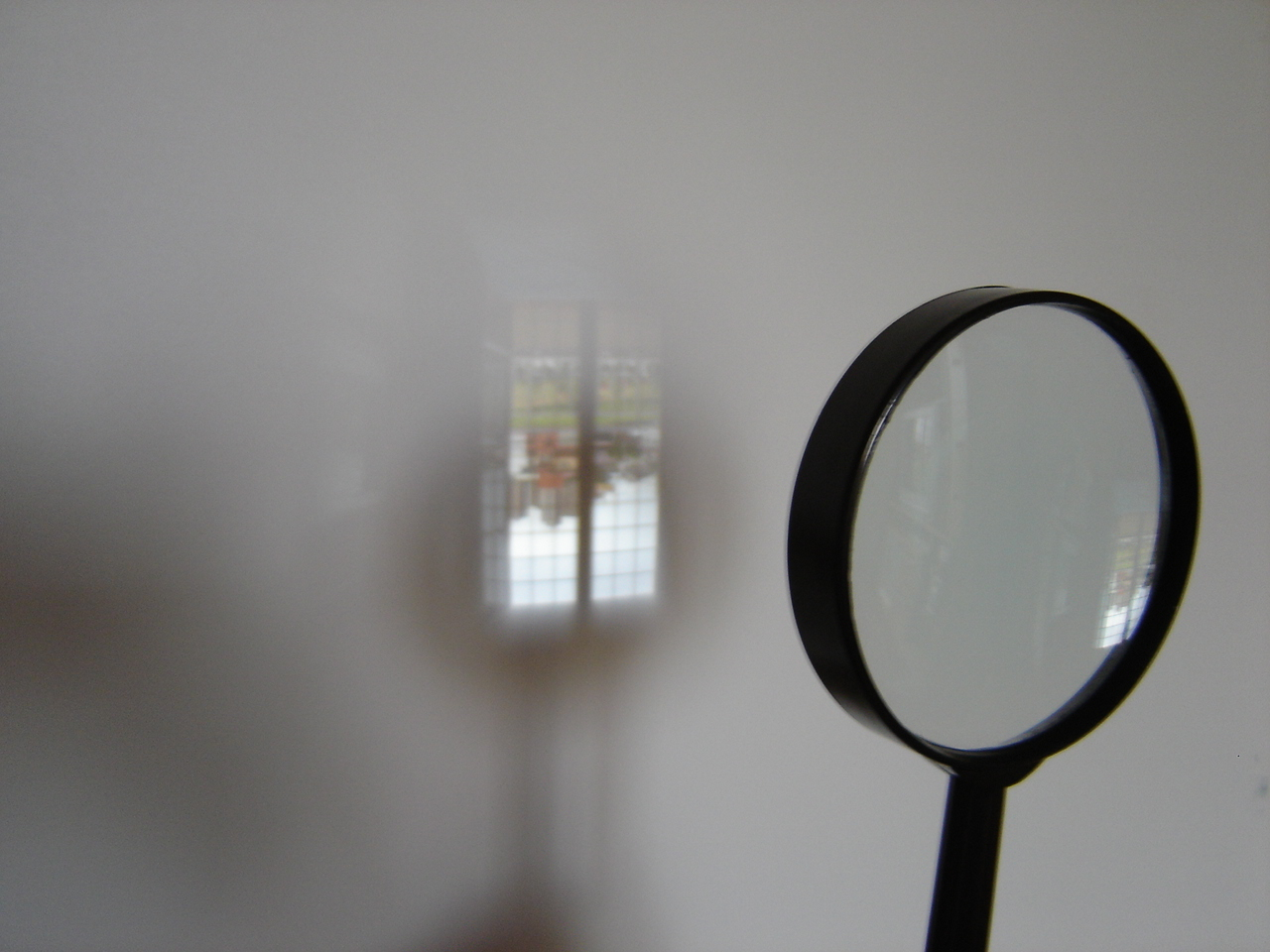
Een vergrootglas is een lens

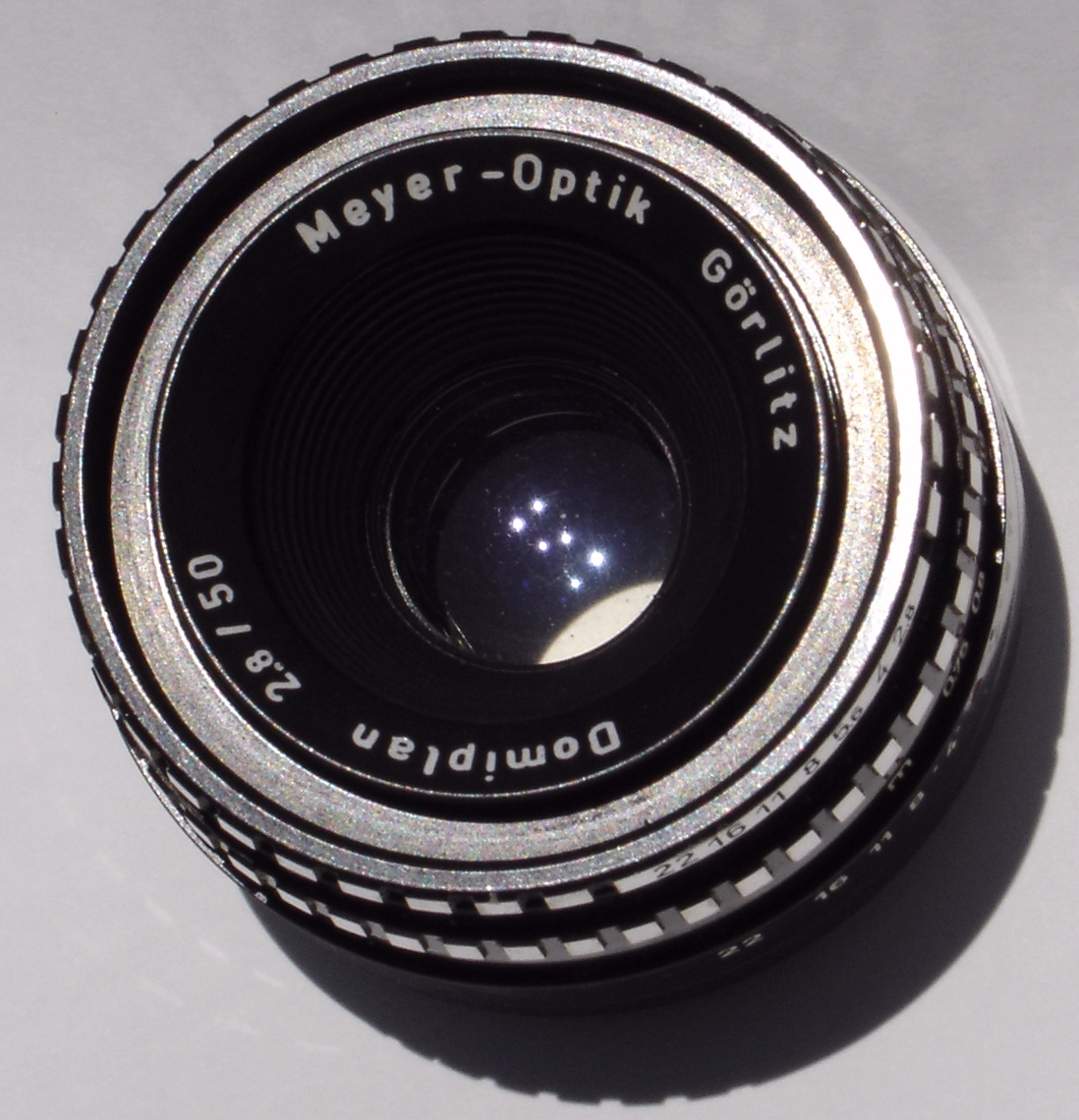
Een objectief is opgebouwd uit verschillende lenzen
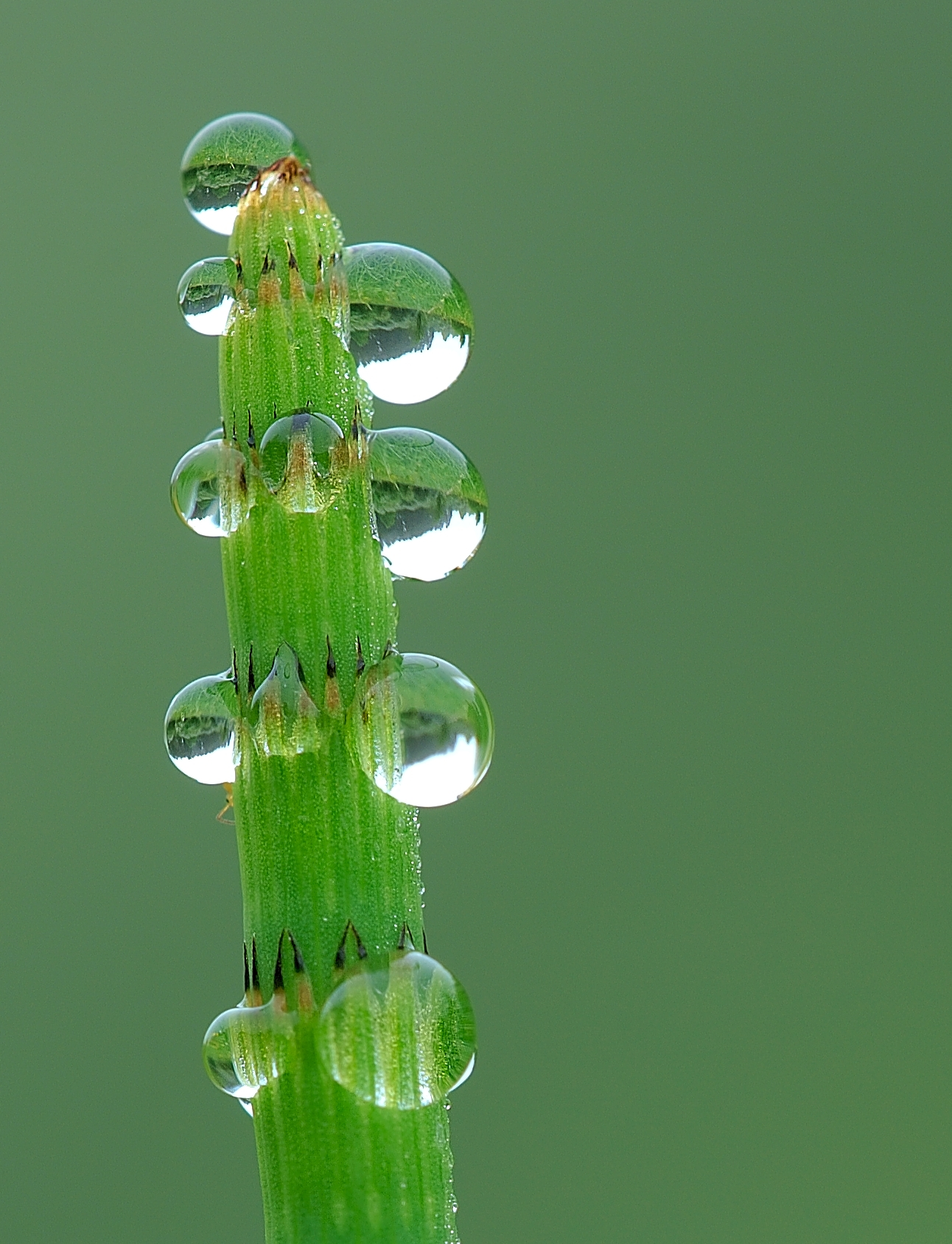
Een waterdruppel kan als een lens werken
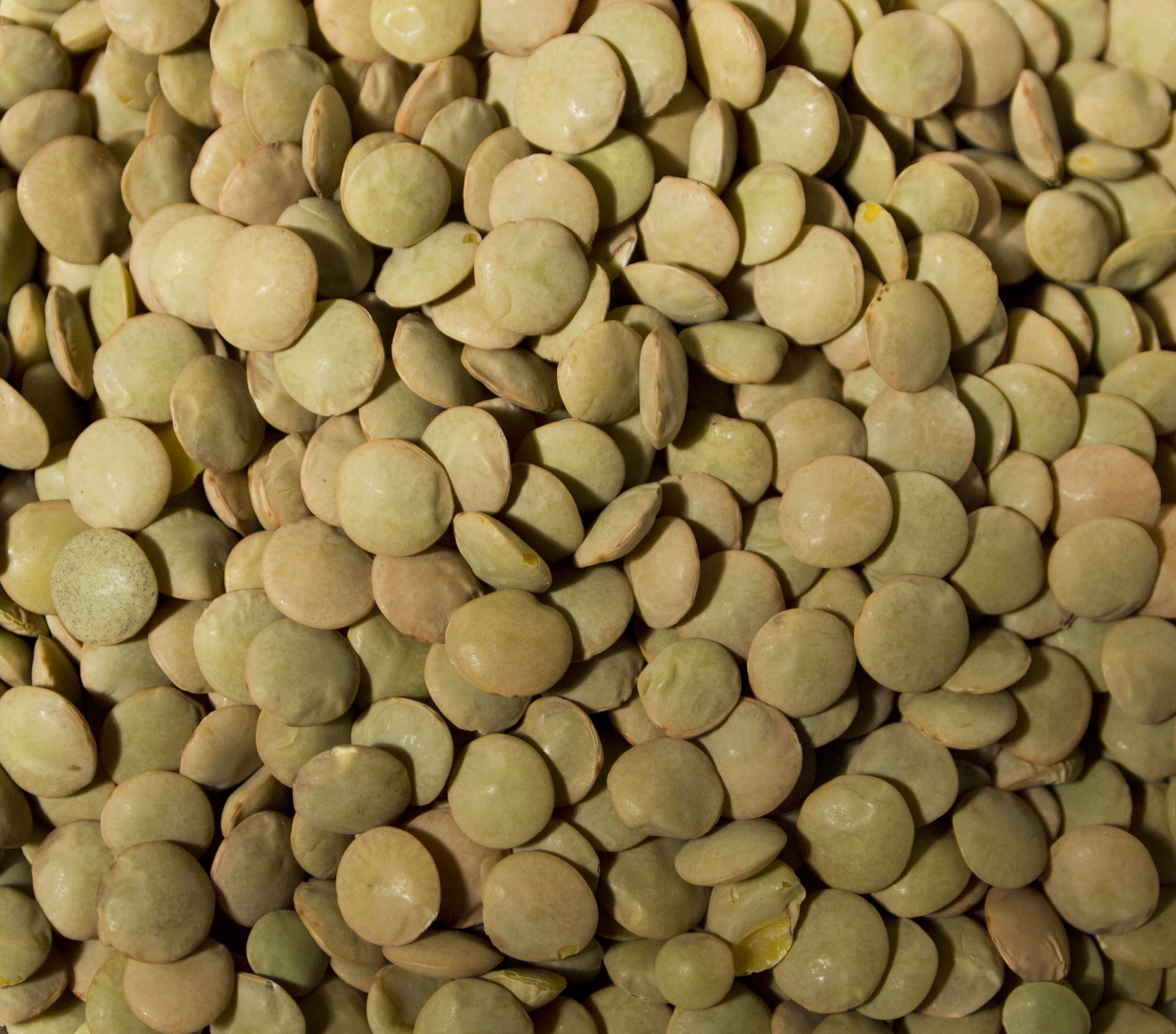
Linzen (Lens culinaris), gedroogd

## Lenzen naar hun vorm
Lenzen kunnen worden onderscheiden naar hun uiterlijke vorm (bol of hol), en naar de wiskundige vorm (al dan niet sferisch) van het bolle of holle oppervlak.

### Positieve en negatieve lenzen

Verschillende lensvormen:
1: dubbelbol of biconvex; 2: vlakbol of planoconvex; 3 en 6: holbol of concaaf-convex; 4: dubbelhol of biconcaaf; 5: vlakhol of planoconcaaf.

Een positieve lens bundelt (convergeert) het licht. In het midden is de lens dikker dan aan de rand: aan beide zijden bol (no. 1 in afbeelding hiernaast), aan één zijde bol en aan de ander zijde vlak (2), of aan één zijde bol en aan de ander zodanig hol dat de kromming aan de bolle zijde groter is dan die aan de holle zijde (3). De sterkte in dioptrieën is positief. Deze lenzen worden onder meer toegepast bij een loep en een leesbril.
Een negatieve lens spreidt (divergeert) het licht. In het midden is de lens dunner dan aan de rand: aan beide zijden hol (4), aan één zijde hol en aan de andere vlak (5), of aan één zijde hol en aan de ander zodanig bol dat de kromming aan de holle zijde groter is dan die aan de bolle zijde (6). De sterkte in dioptrieën is negatief. Deze lenzen worden onder meer toegepast bij een bril voor veraf, dus voor iemand die bijziend is.
In een context waarin alleen het onderscheid tussen positief en negatief van belang is, spreekt men ook wel van een bolle of convexe lens, en een holle of concave lens.
In de volksmond wordt een holle (dus negatieve) lens vaak een verkleinende lens genoemd. Volgens datzelfde spraakgebruik zou een bolle (positieve) lens altijd vergroten, maar dat klopt niet altijd.
De types 3 en 6 in de afbeelding worden ook wel meniscuslens genoemd. De meeste brillenglazen behoren tot deze categorie.

### Sferische lenzen
Met sferische lenzen, die door twee bolvormige oppervlakken (of één bolvormig en één vlak oppervlak) worden begrensd, kunnen beelden vergroot of verkleind worden. Voor veel doeleinden worden groepen van lenzen gebruikt die, afhankelijk van het toepassingsgebied, meestal objectief worden genoemd. Ook een oculair van een microscoop, telescoop of andere optische instrumenten bestaat meestal uit verscheidene lenzen. Het menselijk oog bevat ook een lens.
Voor zeer grote lenzen waarbij nauwkeurige beeldvorming niet van belang is, zoals in vuurtorens, schijnwerpers en dergelijke, worden meestal zogenaamde fresnellenzen gebruikt. Deze leveren een grote materiaalbesparing en daardoor ook gewichtsbesparing op. De meeste fresnellenzen hebben sferische schillen, maar ook wel andere vormen, zoals paraboloïdische.
Voor de vergrotingsfactor van een lens zie verderop onder Vergroting.

### Flexibele lenzen
Het bekendste voorbeeld van een flexibele of elastische lens is de ooglens. De gewenste sterkte kan hier ingesteld worden door de kromming van voor- en achtervlak aan te passen.

### Asferische lenzen
Er zijn ook lenzen waarvan één of beide oppervlakken niet-sferisch zijn. Men spreekt dan van asferische lenzen. Een bekend voorbeeld is de multifocale bril. De belangrijkste soorten asferische lenzen zijn:

#### Rotatiesymmetrische asferische lenzen
Bij objectieven van hoge kwaliteit, zeker als het groothoekobjectieven betreft, worden soms een of meer oppervlakken parabolisch (eigenlijk: paraboloïdisch) gemaakt. Bepaalde afbeeldingsfouten kunnen hierdoor gemakkelijker worden gecorrigeerd. De productie van dergelijke lenzen is echter veel ingewikkelder en dus kostbaarder. Pas door computergestuurde slijpmethodes zijn dergelijke asferische lenzen economisch haalbaar geworden.
Er zijn ook niet-parabolische asferische lenzen en spiegels. Een voorbeeld hiervan is de correctieplaat in een schmidt-telescoop. En een cassegrain-telescoop heeft gewoonlijk een hyperboloïdische secundaire spiegel.

#### Cilindrische lenzen

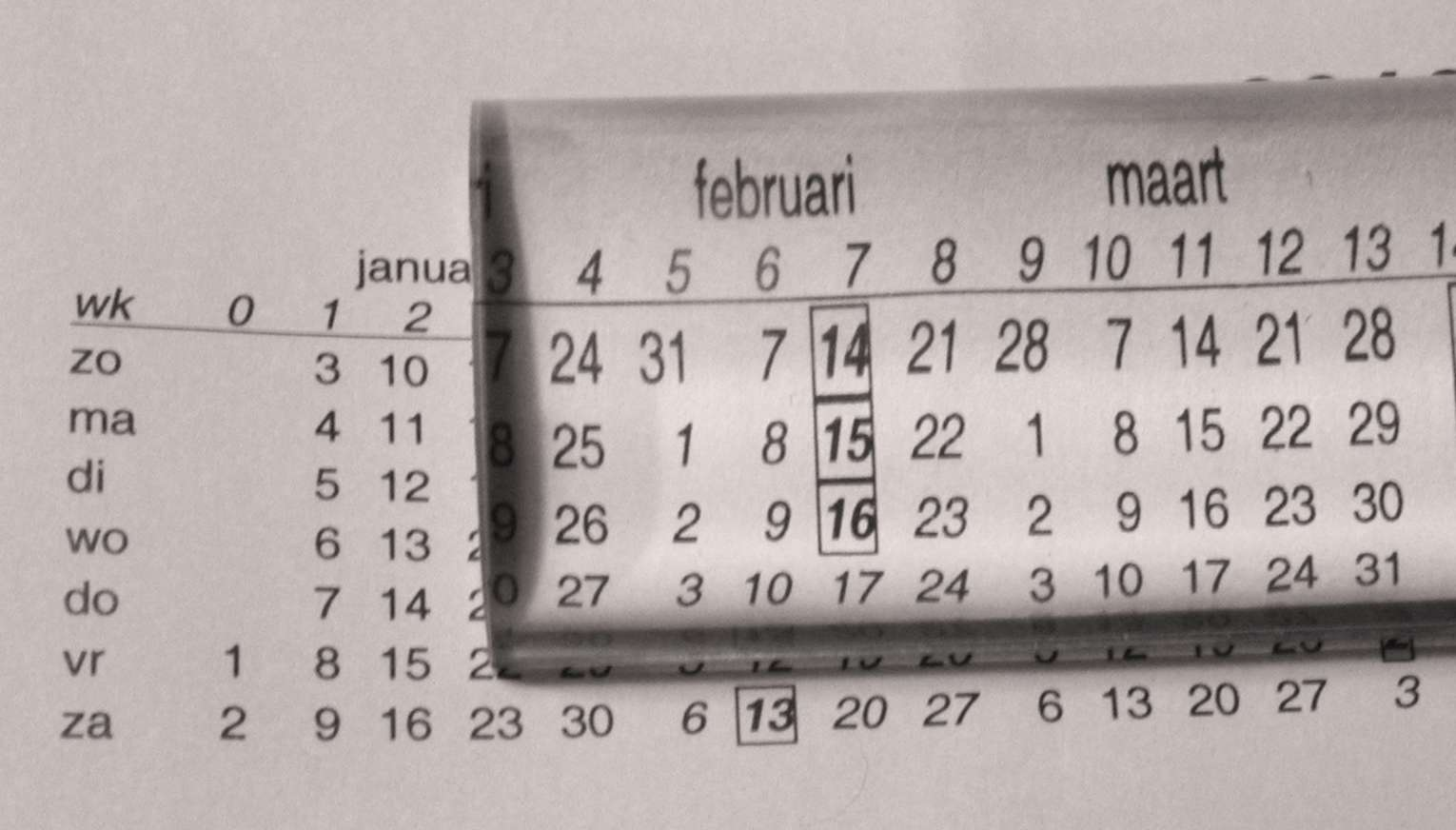
Cilindrische loep als leeshulp voor zwakzienden

Cilindrische lenzen worden in bepaalde toepassingen gebruikt waar een lichtbundel tot een brandlijn gefocusseerd moet worden in plaats van tot een brandpunt. Zij worden onder meer gebruikt voor het nauwkeuriger aflezen van schaalverdelingen. Sommige rekenlinialen hadden een loper in de vorm van een cilindrische loep die door middel van een ingenieuze constructie zover omhooggetrokken kon worden dat het brandvlak op de schaalverdeling terechtkwam.
In kunststof zijn cilindrische lenzen eenvoudig te vervaardigen (door extrusie), zodat zij ook goedkoop verkrijgbaar zijn als cilindrische leesloep voor zwakzienden.

#### Mengvormen
Een meer alledaagse toepassing van asferische lenzen zijn brillenglazen met een cilindrische component, ter correctie van astigmatisme. Opticiëns noemen deze vaak glazen met een cilinder of kortweg cilindrische glazen. Bij contact- en implantaatlenzen spreekt men in dat geval van torische lenzen.
Multifocale brillenglazen zijn voorbeelden van combinaties van lenzen met verschillende, vloeiend in elkaar overlopende sterktes.
Tegen scheelzien worden vaak prismatische correcties toegepast, waarbij de optische as van voor- en achtervlak een hoek ten opzichte van elkaar maken.

### Spiegels
Een spiegel is natuurlijk geen lens, maar een vlakke spiegel kan vergeleken worden met een vlak lichtbrekend oppervlak. Daar de straal na reflectie door hetzelfde medium blijft gaan, blijft de grootte van de voortplantingssnelheid, en dus ook de brekingsindex, gelijk. Alleen de richting verandert. Dit kan beschreven worden als een negatieve brekingsindex n = –1.
Bij een holle of bolle spiegel gebeurt hetzelfde, alleen verandert de richting nu iets meer of minder. Beeld- en voorwerpsafstanden van spiegels berekent men evenzo met de lenzenformule.

## Optische as
De mate waarin een lichtstraal van richting verandert, is afhankelijk van de hoek tussen de lichtstraal en het oppervlak van de lens. Als de hoek tussen lichtstraal en lensoppervlak 90° is, vindt geen richtingverandering plaats. Of er nu sprake is van een positieve of negatieve lens, elke rotatiesymmetrische lens heeft een optische as waar het licht rechtdoor gaat (aan de voorzijde én aan de achterzijde is de hoek tussen lensoppervlak en lichtstraal een rechte hoek).

## Benaderingen
Voor eenvoudige inleidingen in de optica wordt gewoonlijk met een tweetal benaderingen gewerkt:
- De dunnelensbenadering, waarbij de dikte van de lens wordt verwaarloosd. Hierdoor is bijvoorbeeld het dikteverschil tussen het midden en de rand van de lens verwaarloosbaar.
- De paraxiale benadering (ook wel Gauss-benadering genoemd), waarbij men zich beperkt tot stralen die kleine hoeken met de optische as maken. Daardoor zijn de sinus en de tangens van een hoek ongeveer gelijk aan de hoek in radialen.

Samen heten deze twee benaderingen ook wel de idealelensbenadering. Hiervoor is een matrixformalisme beschikbaar. Zie het artikel Dikke lens voor een eenvoudig voorbeeld.
In professionele optische berekeningen worden gewoonlijk andere rekenmethodes gehanteerd, waarbij rekening gehouden wordt met allerlei aberraties. Daarbij wordt tegenwoordig uiteraard gebruik wordt gemaakt van computers. De nauwkeurigste vorm van geometrische optica is raytracing, die pas mogelijk werd na de opkomst van de digitale computer.

## Brandpunten en brandpuntsafstand

Elke lens heeft twee brandpunten:
F_{1} = voorwerpszijdig brandpunt; F_{2} = beeldzijdig brandpunt;
f_{1} = voorwerpszijdige brandpuntsafstand; f_{2} = beeldzijdige brandpuntsafstand

Elke lens heeft twee brandpunten of focussen. Bij een positieve lens zijn dat
1. het punt waar evenwijdig invallende stralen na doorgang door de lens samenkomen (of zouden samenkomen als ze onderweg geen andere lens of een obstakel zouden zijn tegengekomen) (zie rood in nevenstaande afbeelding), en
2. het punt waar stralen vanuit moeten komen om na doorgang door de lens een evenwijdige bundel te leveren (blauw).

Omdat de lichtweg omkeerbaar is, komen (1) en (2) op hetzelfde neer.
Bij een negatieve lens zijn het
1. het punt waar evenwijdig invallende stralen na doorgang door de lens vandaan lijken te komen (rood), en
2. het punt waar het verlengde van invallende stralen zouden samenkomen wanneer ze zodanig invallen dat ze na doorgang door de lens een evenwijdige bundel vormen (blauw). Omdat het bij negatieve lenzen gaat om punten waar de stralen vandaan lijken te komen resp. samen lijken te komen, spreekt men hier van virtuele brandpunten. Weer is de lichtweg omkeerbaar.

De brandpuntsafstand is in beide gevallen de afstand tussen de brandpunten en het midden van de lens. Mits de brekingsindices van de stoffen aan weerszijden van de symmetrische lens gelijk zijn, zijn ook de brandpuntsafstanden aan weerszijden gelijk.
Brandpuntsafstanden kunnen uiteenlopen van enkele millimeters (microlenzen, opneemlensje in een cd-speler, microscoopobjectieven, fisheye-objectief van een fototoestel), tot enkele meters (bij een telescooplens). In onderstaande figuur (links) wordt de brandpuntsafstand f aangegeven. Te zien is dat het licht van een verre lichtbron (de evenwijdige rode lijnen) na passage door de lens in het brandpunt samenkomen (convergeren).
|  |  |  |

In onderstaande figuur (links) is te zien dat het licht van een verre lichtbron, de rode evenwijdige lijnen aan de linkerkant van de figuur, na het passeren door de lens uit elkaar gaan (divergeren). Het virtuele brandpunt is het punt waar deze divergerende lichtstralen schijnbaar vandaan komen.
|  |  |  |

Uitgaande van een 'ideale lens' (dat wil zeggen met verwaarloosbare dikte) en de paraxiale benadering, kan met behulp van vlakke meetkunde uit de wet van Snellius het verband tussen de kromtestralen, de brekingsindex en de brandpuntsafstand worden afgeleid:
{\displaystyle {\frac {1}{f}}=(n-1)\left({\frac {1}{R_{1}}}-{\frac {1}{R_{2}}}\right)}
waarin
- f = brandpuntsafstand. Deze is positief voor een bolle lens en negatief voor een holle lens.
- n = de brekingsindex van het lensmateriaal, bijvoorbeeld n = 1,5 voor glas.
- R1  = de kromtestraal van de voorzijde van de lens. Keert het oppervlak zijn bolle kant naar het buitenmedium (vaak lucht), dan is R1  positief. Voor een hol oppervlak is R1  negatief.
- R2  = de kromtestraal van de achterzijde van de lens. Het teken is omgekeerd voor de achterkant van de lens: als het achterste oppervlak bol is, is R2  negatief, en als het achterste oppervlak hol is, is R2  positief.

Dit staat bekend als de lenzenmakersformule. Indien een van beide stralen oneindig is, is het betreffende oppervlak plat.
Van een positieve lens of een loep kan de brandpuntsafstand eenvoudig worden geschat. Wordt licht van een verre lichtbron (bijvoorbeeld de zon) via de lens afgebeeld op bijvoorbeeld een vel papier, kan men door de afstand tussen lens en papier te variëren het beeld scherp krijgen. Is het beeld scherp, dan is de afstand tussen lens en papier gelijk aan de brandpuntsafstand.
De oorsprong van de woord brandpunt, en daarmee van brandpuntsafstand, is dat de afbeelding van de zon het papier echt in brand kan steken. De lens moet dan enige tijd exact op dezelfde plek gehouden worden. In het brandpunt wordt het papier dan zo heet dat het in brand vliegt. Het Latijnse woord focus betekent onder meer haard of gloed.

### Holle of bolle spiegel
Zoals hierboven reeds vermeld, kan reflectie als een bijzonder geval van breking worden beschouwd. De "lenzen"-formule kan hierbij gewoon worden toegepast, mits men zich realiseert dat voorwerp en beeld nu aan dezelfde kant van de spiegel liggen. Ter illustratie kan men zich bovenstaande afbeeldingen Positieve lens en Negatieve lens verticaal dubbelgevouwen denken. Hierbij is een holle spiegel positief en een bolle spiegel negatief.

### Ongelijke brekingsindices aan weerszijden
Normaal bevindt zich aan weerszijden van de lens hetzelfde medium (meestal lucht) en is dus ook de brekingsindex hetzelfde. De brandpuntsafstanden aan weerszijden zijn dan eveneens gelijk. Er zijn echter situaties waar de brekingsindices verschillen. In dergelijke gevallen verschillen dan ook de brandpuntafstanden. Bekende voorbeelden zijn:
- Een contactlens (aan de voorkant lucht, aan de achterkant het oog).
- Op elkaar gekitte lenscomponenten in een objectief (aan de ene kant lucht, aan de andere kant de andere lens).
- Soms wordt op een aquarium een (fresnel)lens geplakt. Deze heeft aan de ene kant lucht en aan de andere de aquariumwand en water.
- In het dagelijks leven minder bekend is het zogenaamde immersieobjectief in de microscopie.

## Lenzenformule
Uitgaande van een ideale lens, kan men met gelijkvormige driehoeken een paraxiale benadering van het verband tussen de brandpuntsafstand, de voorwerpsafstand en de beeldsafstand afleiden: de lenzenformule
{\displaystyle {\frac {1}{v}}+{\frac {1}{b}}={\frac {1}{f}}}
waarin
- f = brandpuntsafstand. Deze is positief voor een bolle (positieve) lens en negatief voor een holle (negatieve) lens.
- v = voorwerpafstand (de afstand van het voorwerp tot het optisch middelpunt, gemeten over de hoofdas)
- b = beeldafstand (de afstand van het beeld tot het optisch middelpunt, gemeten over de hoofdas). Deze is positief voor een reëel beeld en negatief voor een virtueel beeld.

Deze relatie staat bekend als de lenzenformule en is ook van toepassing op spiegels. Bij een vlakke spiegel ligt het brandpunt in het oneindige, dus 1/f = 0. Bij holle en bolle spiegels geeft de lenzenformule de juiste resultaten, omdat de afleiding net als bij lenzen op gelijkvormige driehoeken gebaseerd is. Een negatieve beeldafstand geeft een virtueel beeld aan.

## Lenssterkte

Twee lenzen achter elkaar

Als men twee lenzen vlak achter elkaar plaatst – denk bijvoorbeeld aan de ooglens met een brillenglas ervoor; zie de afbeelding hiernaast –, dan zal lens 1 een lichtbundel vanuit zijn voorwerpszijdige brandpunt breken tot een evenwijdige bundel. Deze valt op lens 2 en wordt door hem gebroken tot een bundel die in het beeldzijdig brandpunt van lens 2 convergeert. Als de afstand tussen de lenzen verwaarloosbaar is in vergelijking met de brandpuntsafstanden, dan geldt voor de combinatie van beide lenzen dat de voorwerpsafstand vc  gelijk is aan f1  en de beeldafstand bc  gelijk aan f2 . Voor de combinatie geldt ook de lenzenformule:
{\displaystyle {\frac {1}{f_{c}}}={\frac {1}{v_{c}}}+{\frac {1}{b_{c}}}={\frac {1}{f_{1}}}+{\frac {1}{f_{2}}}}
De sterkte S van een lens is gedefinieerd als het omgekeerde van de brandpuntsafstand f en wordt uitgedrukt in dioptrie (1 dpt = 1 m−1):
{\displaystyle S={\frac {1}{f}}}
zodat
{\displaystyle S_{c}=S_{1}+S_{2}}
De lenssterktes kunnen dus worden opgeteld, wat het rekenen aan combinaties sterk vereenvoudigt. Dat verklaart dan ook waarom in de praktijk – denk aan opticiens, oogartsen, etc. – meestal met lenssterktes wordt gewerkt in plaats van met brandpuntsafstanden.

## Beeldvorming door een lens

Beeldvorming door een lens
Voorwerp met voorwerpspunten A_{1} en B_{1}; beeld met overeenkomstige beeldpunten A_{2} en B_{2};
brandpunten F_{1} en F_{2}; f_{1}=f_{2} = brandpuntsafstand; v = voorwerpsafstand; b = beeldafstand.

Ieder punt van het voorwerp weerkaatst stralen in alle richtingen. Het op de lens vallende gedeelte van deze stralen vanuit één voorwerpspunt vormt een uitwaaierende kegelvormige bundel met als top het betrokken voorwerpspunt. Ieder voorwerpspunt heeft zijn eigen kegelvormige bundel stralen. Al deze lichtstralen worden door de lens gebroken, en wel volgens de hierboven beschreven regels. Dat heeft tot gevolg dat uit elk van de genoemde kegels een nieuwe kegel ontstaat, maar nu met de top de andere kant op. In dat toppunt komen alle stralen van die betreffende kegel samen. Dat punt is het beeldpunt dat hoort bij de top van de oorspronkelijke kegel. In de figuur hiernaast zijn als voorbeeld twee voorwerpspunten aangegeven, A1 (rode bundel) en B1 (groene bundel). Elke bundel vormt een eigen beeldpunt; voor de bundels vanuit A1 en B1 zijn dat respectievelijk beeldpunten A2 en B2. Zo levert ieder voorwerpspunt een bijbehorend "eigen" beeldpunt. Het resultaat is dat er een afbeelding van het voorwerp ontstaat.
Als men op de plaats van het beeld een wit scherm houdt, wordt het licht van het beeld daar verstrooid. Van dat verstrooide licht kan onze ooglens vervolgens op dezelfde wijze een beeld op het netvlies vormen: dit is het principe van de projector. In plaats van een wit scherm kan men ook een loep gebruiken om het beeld te bekijken. Deze loep wordt dan oculair genoemd, en deze methode wordt gebruikt in veel optische instrumenten, zoals verrekijkers, eenvoudige telescopen, microscopen, enzovoorts.

## Vergroting
Afhankelijk van de toepassing, worden er bij lenzen verschillende soorten vergrotingen gedefinieerd. De belangrijkste zijn de dwarsvergroting, de hoekvergroting en de loepvergroting. Omdat deze begrippen in verschillende situaties worden gehanteerd, spreekt men in de praktijk vaak over "vergroting" zonder meer.

### Dwarsvergroting

Dwarsvergroting
F_{1}, F_{2} = brandpunten, f_{1}, f_{2} = brandpuntsafstand, v = voorwerpsafstand, b = beeldafstand

Wanneer zowel de voorwerpsafstand als de beeldafstand eindig zijn – zoals bij microscoopobjectieven, fotografie op korte afstand, en dergelijke – hanteert men de dwarsvergroting.
De dwarsvergroting Mt ("transverse magnification") is de vergroting in een vlak loodrecht (dwars) op de optische as. Ze is gedefinieerd als de verhouding van de afmetingen van het beeld en het voorwerp:
{\displaystyle M_{t}={\frac {h_{2}}{h_{1}}}={\frac {b}{v}}}
waarin
h1  de voorwerpshoogte,
h2  de beeldhoogte,
b de beeldafstand en
v de voorwerpsafstand zijn

### Hoekvergroting
De hoekvergroting Ma ("angular magnification") is bij kleine hoeken (zodat de hoek in radialen ongeveer gelijk is aan zijn sinus en zijn tangens) gelijk aan het omgekeerde van de dwarsvergroting:
{\displaystyle M_{a}={\frac {v}{b}}}

### Loepvergroting

Loepvergroting – links situatie met blote oog, rechts met loep
h = hoogte voorwerp; v1, v2 = voorwerpsafstand; φ_{1}, φ_{2} = kijkhoek; f = brandpuntsafstand

Bij een loep, een oculair en dergelijke is het de bedoeling dat het oog ongeaccommodeerd kijkt (dat is namelijk het minst inspannend). De loep moet dus een dichtbijgelegen voorwerp op oneindig afbeelden.
Dus b = ∞ en v = f, en derhalve zou de dwarsvergroting Mt = ∞ zijn. De dwarsvergroting is in deze gevallen dus niet bruikbaar.
Men definieert daarom in dit geval de loepvergroting als de verhouding tussen de tangens van de hoek waaronder men het beeld door de loep ziet, en de tangens van de hoek waaronder men het beeld normaal zonder loep zou bekijken (dat is op de normale leesafstand, meestal op 250 mm gesteld). In de linkerafbeelding hierboven is V een voorwerp op de afstand voor waarneming met het blote oog. In de rechterafbeelding is V hetzelfde voorwerp, maar nu in het brandvlak van de loep. Als men de afstand tussen oog en loep verwaarloost, is de loepvergroting Me ("eyepiece magnification"):
{\displaystyle M_{e}={\frac {\tan(\varphi _{2})}{\tan(\varphi _{1})}}={\frac {h/v_{2}}{h/v_{1}}}={\frac {v_{1}}{v_{2}}}={\frac {v_{1}}{f}}\approx {\frac {250\ {\rm {mm}}}{f}}}
waarin
- φ1 = hoek waaronder voorwerp V1 met het blote oog wordt gezien,
- φ2 = hoek waaronder voorwerp V2 door de loep wordt gezien,
- v1 = voorwerpsafstand voorwerp V1
- v2 = voorwerpsafstand voorwerp V2
- h = hoogte van voorwerpen V1 en V2 (gelijk voor beide voorwerpen)
- f = brandpuntsafstand

Men zou dus ook kunnen zeggen dat de vergroting bij een loep het gevolg is van de kleinere waarnemingsafstand; de loep fungeert hierbij alleen als hulpmiddel om op die korte afstand nog scherp te kunnen zien (te vergelijken met een extreem sterke leesbril).

## Afbeeldingsfouten
Al het bovenstaande geldt onder bepaalde voorwaarden:
- De lichtstralen maken een kleine hoek met de optische as en dicht langs de optische as (paraxiale benadering).
- De dikte van de lens is verwaarloosbaar (dunnelensbenadering).
- De lens gedraagt zich voor alle kleuren licht hetzelfde.

In de praktijk wordt zelden aan al deze voorwaarden voldaan, dus dan moet rekening gehouden worden met afwijkingen ten opzichte van deze relatief eenvoudige benadering.
Een van de belangrijkste geometrische afwijkingen is de zogenaamde sferische aberratie (vroeger ook wel askring genaamd). Een sferische lens met een niet-verwaarloosbare dikte maakt geen perfect brandpunt, zoals geïllustreerd is in onderstaande figuur.
Een andere belangrijke afwijking is chromatische aberratie. Chromatische aberratie wordt veroorzaakt doordat de brekingsindex van het gebruikte lensmateriaal afhankelijk is van de golflengte van het licht (dispersie). Hierdoor is de brandpuntsafstand van de lens afhankelijk van de golflengte van het licht, en treedt kleurschifting in de afbeelding op. Dit is te zien aan de bekende regenboogjes langs allerlei randen.
|  |  |  |

Als verschillende stralen vanuit dezelfde richting niet in exact hetzelfde brandpunt terechtkomen, veroorzaakt dit een zekere onscherpte. Immers alle stralen moeten aan de lenzenformule voldoen, en als ze niet allemaal dezelfde brandpuntsafstand krijgen, krijgen ze bij dezelfde voorwerpsafstand ook niet allemaal dezelfde beeldafstand. Een aantal beeldpunten van hetzelfde voorwerpspunt zal nu voor of achter het gekozen beeldvlak (bijvoorbeeld film, beeldsensor, etc.) liggen. Ter plaatse van dit beeldvlak ontstaat nu dus een klein rondje, doordat de kegelvormige lichtbundel afgeknot wordt. Vergelijk in bovenstaande afbeelding voor sferische aberratie de stralen A en C in het vlak door het brandpunt B, en voor chromatische aberratie de rode en blauwe stralen in het vlak door het brandpunt Fg.
Bepaalde afbeeldingsfouten kunnen binnen zekere grenzen ook worden beperkt door de apertuur te verkleinen, bijvoorbeeld door middel van een diafragma. Dit gaat echter ten koste van de lichtsterkte.
Voor meer informatie over deze afbeeldingsfouten, alsmede voor andere afbeeldingsfouten zoals astigmatisme, vertekening, coma e.a., verwijzen we u naar de desbetreffende artikelen.

## Toepassingen

### Brillen, contactlenzen
Bekende toepassingen van lenzen zijn uiteraard de bril, de contactlens en de implantaatlens. Deze dienen om brekingsafwijkingen van de ooglens of het hoornvlies te corrigeren. Dit betreft in de eerste plaats myopie (bijziendheid), hypermetropie (verziendheid) en presbyopie (ouderdomsverziendheid of kortweg oudziendheid). De eerste twee zijn afwijkingen waarbij de brandpuntsafstand van het ongeaccommodeerde oog niet overeenkomt met de afstand tussen de ooglens en het netvlies (= de beeldafstand). Bij de derde is de ooglens ten gevolge van veroudering onvoldoende in staat om te accommoderen (zijn brandpuntsafstand aan te passen).
Daarnaast kunnen ook afwijkingen in de vorm van de lens en/of het hoornvlies, zoals astigmatisme, worden gecorrigeerd. Voor dat laatste wordt een cilindrische component in het glas verwerkt.

### Fotografie
De in de fotografie gebruikte objectieven zijn samengestelde lenzen. Een objectief is zodanig opgebouwd dat de afbeeldingsfouten van de afzonderlijke lenscomponenten elkaar zo veel mogelijk compenseren, zodat de afbeelding zo zuiver mogelijk is.

### Projector
Ook projectoren gebruiken samengestelde lenzen. Een projectieobjectief is geoptimaliseerd voor een kleine voorwerpsafstand en een grote beeldafstand (dus net andersom als een fotografisch objectief). Daarnaast bevat een projector ook een condensor, die dient om de lichtopbrengst te optimaliseren.
Verwant aan de projector is het vergrotingsapparaat dat in de donkere kamer gebruikt wordt om klassieke fotonegatieven af te drukken. Alleen is hier de beeldafstand veel kleiner dan bij een projector.

### Telescoop en verrekijker
De voorwerpsafstand is bij de verrekijker meestal veel groter dan de brandpuntsafstand, of zelfs oneindig. Bij de telescoop is de voorwerpsafstand in beginsel altijd oneindig. Bij de verrekijker wordt het beeld door een oculair bekeken. Bij eenvoudige telescopen gebeurt dit ook, maar bij telescopen voor wetenschappelijk onderzoek wordt het beeld vrijwel altijd door een camera opgenomen. Dit niet alleen vanwege de mogelijkheid voor langere belichtingstijden, maar ook voor verslaglegging ten behoeve van wetenschappelijke publicaties.

### Microscoop
In een microscoop is de voorwerpsafstand kleiner dan de beeldafstand. Het beeld wordt door een oculair bekeken, maar kan uiteraard ook worden gefotografeerd, onder andere voor publicaties.

### Oculairs en loepen
Oculairs dienen om door een objectief gevormd luchtbeeld met het oog te bekijken. Het basisprincipe van een oculair is voor alle toepassingen hetzelfde, namelijk dat van een loep.

### Cd- en dvd-speler
Hier wordt een miniatuurlensje gebruikt om de laserbundel op de sporen te focusseren.

## Niet-optische lenzen en spiegels
Behalve voor licht is het ook mogelijk "lenzen" te maken voor "stralen" van andere golfverschijnselen die op een geschikte manier van richting veranderd kunnen worden.
Een bekende toepassing is het focusseren van elektronenbundels in elektronenmicroscopen. In kathodestraalbuizen, zoals in klassieke televisietoestellen en computerbeeldschermen, zijn er elektronenlenzen die de elektronenbundel op het scherm focusseren en zo voor een scherper beeld zorgen. Het vakgebied dat zich met dergelijke focusseringsmethodes bezighoudt, wordt elektronenoptica genoemd. Ook voor het focusseren van deeltjesbundels in deeltjesversnellers worden elektronenlenzen gebruikt, maar door de veel hogere deeltjessnelheden kunnen hier ook relativistische effecten optreden.
Een toepassing waarbij elektromagnetische straling buiten het optische gebied wordt gefocusseerd, is de schotelantenne voor satellietontvangst. Dit is een holle spiegel, die de hoogfrequente golven van de satelliet focusseert in zijn brandpunt, waar de eigenlijke ontvanger is geplaatst. (Meestal valt de golfbundel scheef in, zodat focussering plaatsvindt in een zogenaamd nevenbrandpunt net naast de optische as.) Andere voorbeelden zijn de radiotelescoop voor astronomische waarneming, en de radarantenne.
In de astronomie is het verschijnsel gravitatielens bekend, waar lichtstralen worden afgebogen in een zwaartekrachtveld. Dit verschijnsel, dat wordt beschreven door de algemene relativiteitstheorie, moet worden ingecalculeerd bij waarneming vlak langs een zwaar object (bijvoorbeeld de zon, een melkwegstelsel of een zwart gat).
Een voorbeeld van een focusserend systeem (in dit geval een spiegel) voor geluidsgolven is de parabolische richtmicrofoon. Een ander voorbeeld is de akoestische werking van veel klassieke amfitheaters.
In de geofonie wordt voor seismisch onderzoek gebruikgemaakt van de afbuiging van geluidsgolven in gesteentes. Vanwege het veelal ontbreken van de van lenzen bekende symmetrieën, zijn bovengenoemde lenzenformules hier zelden toepasbaar. Wel geldt hier een equivalent van de fresnelvergelijkingen. Terwijl bij elektromagnetische golven, waaronder licht, de voortplantingssnelheid in een dichter medium lager is, is dat bij geluidsgolven net andersom. De breking (richtingsverandering van de golven) is dus groter bij doorgang naar een dichter materiaal. (Stel dat men "akoestische lenzen" zou maken, dan zou een holle lens dus positief en een bolle lens negatief zijn.)

## Varia
Omdat hij geen middel meer had om vuur te maken, nam de noordpoolreiziger William Scoresby een stuk doorzichtig ijs en maakte daar een bolle lens van waar hij het zonlicht doorheen liet schijnen. Aldus richtte hij het brandpunt van het samengebundelde zonlicht op een stuk hout dat vervolgens begon te branden. Op die manier kon hij zelfs lood doen smelten .